# Тетратиоцианатомеркурат(II) меди
Тетратиоцианатомеркурат(II) меди — неорганическое соединение,
комплексная соль меди, ртути и роданистоводородной кислоты
с формулой Cu[Hg(SCN)4],
тёмно-зелёные кристаллы,
не растворяется в воде.

## Получение
- Добавление метанольного раствора хлорида меди(II) к раствору тиоцианата ртути(II):

{\displaystyle {\mathsf {CuCl_{2}+2Hg(SCN)_{2}\ {\xrightarrow {}}\ Cu[Hg(SCN)_{4}]\downarrow +HgCl_{2}}}}

## Физические свойства
Тетратиоцианатомеркурат(II) меди образует тёмно-зелёные кристаллы
моноклинной сингонии (псевдоромбической),
пространственная группа C 2/c,
параметры ячейки a = 0,90084 нм, b = 0,76993 нм, c = 1,51560 нм, β = 90,000°, Z = 4
.
Ранее сообщалось о кристаллах
моноклинной сингонии,

параметры ячейки a = 1,109 нм, b = 0,410 нм, c = 1,134 нм, β = 115,13°, Z = 2
.
Не растворяется в воде.